# (15560) 2000 GR24
A (15560) 2000 GR24 a Naprendszer kisbolygóövében található aszteroida. A LINEAR projekt keretében fedezték fel 2000. április 5-én.